# ФК Спартак (Москва)
ФК „Спартак“ Москва е руски футболен отбор. Това е отборът с най-много фенове в Русия. Десеткратен шампион на страната. Защитниците Дмитрий Ананко и Дмитрий Хлестов са единствените играчи, печелили всичките титли от първенството в състава на „Спартак“.

## История

### 1992 –
След разпадането на СССР „Спартак“ е хегемон във висшата дивизия на Русия. През сезон 1992/93 отборът достига полуфинал в турнира Купа на УЕФА. В отбора личат имената на Александър Мостовой, Валери Карпин, Владимир Бесчастних и други. През 1992 Спартак побеждава Ливърпул с 2 – 0. От 1992 до 1994 и от 1996 до 2001 тимът е шампион на Русия. Треньор на отбора е Олег Романцев. Голяма част от играчите на Спартак са в националния отбор на Русия. През 1998 тимът записва престижни победи над Реал Мадрид и Аякс.
В началото на 21. век Спартак изпада в криза. Отборът остава без доста от основните си футболисти. През сезон 2002/03 отборът записва антирекордна голова разлика в Шампионската лига – 1:18. Легендарният треньор Олег Романцев е уволнен. През 2006 друга легенда на „Спартак “– Дмитрий Аленичев напуска, след като се скарва с треньора Александърс Старковс и слага край на кариерата си. През 2007 Роман Павлюченко става голмайстор на шампионата. 2 години по-късно това постижение повтаря Велитон. През 2010 „Спартак“ завършва четвърти, въпреки че съставът е подсилен с имена като Андрий Дикан, Ейдън Макгийди и братята Кирил и Дмитрий Комбарови. Велитон отново става голмайстор на шампионата. Сезон 2011/12 започва зле за „Спартак“, като за 5 кръга тима има само 4 точки и е на последно място. В отбора се връща Андрей Тихонов, който е играещ помощник-треньор. Той става и най-възрастният футболист, играл в официален мач на „Спартак“, като се появява на терена срещу ФК Краснодар. Сезонът не върви особено добре за „червено-белите“, докато те не набират точки в последните кръгове и дори побеждават шампиона Зенит с 3:2. В последния кръг „Спартак“ побеждава Локомотив (Москва) с 2:0 и се класира в Шампионската лига.
След като Валери Карпин напуска треньорския пост, „Спартак“ изпада в криза. В два поредни сезона „червено-белите“ са аут от евротурнирите, след като остават на шесто място през 2013/14 и 2014/15.
През сезон 2016/17 „Спартак“ Москва става шампион на Русия за първи път от 16 години. Благодарение на треньора Масимо Карера и заздравяването на защитата „Спартак“ успява да пребори конкуренцията на ЦСКА Москва и „Зенит“.

## Срещи с български отбори
„Спартак“ се е срещал с български отбори в официални и приятелски срещи.

### „Левски“
„Спартак“ Москва се среща с „Левски“ в контролна среща през 2007 г., като двубоят завършва при резултат 1:1. За „червено-белите“ попадението отбелязва Роман Павлюченко, а за „Левски“ се разписва Димитър Телкийски.

### „Литекс“
„Литекс“ се среща със „Спартак“ през сезон 1998/99 във Втори предварителен кръг на Шампионска лига. Първият мач е на 12 август, като Литекс домакинства на стадион Лазур в Бургас, но гостите побеждават с разгромното 5 – 0. Два гола вкарва Николай Писарев, по веднъж се разписват Егор Титов, Иля Цимбалар и Леандро Самарони. В реванша на 26 август на Лужники „червено-белите“ побеждават с 6 – 2. По две попадения вкарват Андрей Тихонов и Робсон, а по веднъж отбелязват Иля Цимбалар и Егор Титов. За Литекс се разписват Димчо Беляков и Албан Буши.

### „Лудогорец“
С „Лудогорец“ се среща два пъти в приятелски мачове. Първият е на 19 февруари 2013 г. в испанския курортен град Марбея като срещата завършва 2 – 1 за „Лудогорец“. Вторият е на 31 януари 2015 г. отново в Марбея, като срещата завършва 3 – 2 за „Лудогорец“.

## Успехи

### Национални
СССР
- Шампионат на СССР:
  -  Шампион (12): 1936 (есен), 1938, 1939, 1952, 1953, 1956, 1958, 1962, 1969, 1979, 1987, 1989
  -  Второ място (12): 1937, 1954, 1955, 1963, 1968, 1974, 1980, 1981, 1983, 1984, 1985, 1991
  -  Трето място (9): 1936 (пролет), 1940, 1948, 1949, 1957, 1961, 1970, 1982, 1986,
- Купа на СССР:
  -  Носител (10): 1938, 1939, 1946, 1947, 1950, 1958, 1963, 1965, 1971, 1991/92
  -  Финалист (5): 1948, 1952, 1957, 1972, 1981
- Първа лига на СССР:
  -  Шампион (1): 1977
- Купа на Федерацията на СССР:
  -  Носител (2): 1959, 1987

### Международни
- Купа на европейските шампиони (КЕШ)
  - 1/2 финалист (1): 1990/91

### Регионални
- Купа Тосмен (Купа на шампионите на двете столици):
  -  Носител (2): 1924, 1929
  -  Финалист (1): 1923
- Шампионат на Москва:
  -  Шампион (9): 1923 (пролет), 1924 (пролет), 1927 (есен), 1929 (пролет), 1934 (пролет), 1938 (пролет), 1942 (пролет), 1960, 1986
  -  Второ място (6): 1924 (есен), 1929 (есен), 1935 (пролет), 1983, 1984, 1985
  -  Трето място (6): 1926, 1927 (пролет), 1928, 1942 (пролет), 1943, 1944
- Купа на Москва:
  -  Носител (1): 1942

 Русия
- Руска Премиер Лига:
  -  Шампион (10): 1992, 1993, 1994, 1996, 1997, 1998, 1999, 2000, 2001, 2016/17
  -  Второ място (6): 2005, 2006, 2007, 2009, 2011/12, 2020/21
  -  Трето място (4): 1995, 2002, 2017/18, 2022/23
- Купа на Русия
  -  Носител (4): 1994, 1998, 2003, 2022
  -  Финалист (2): 1995/96, 2005/06
- Суперкупа на Русия
  -  Носител (1): 2017
  -  Финалист (4): 2004, 2006, 2007, 2022

### Международни
- Купа на общността:
  -  Носител (6, рекорд): 1993, 1994, 1995, 1999, 2000, 2001
  -  Финалист (3): 1997, 1998, 2002
- Купа на носителите на купи (КНК):
  - 1/2 финалист (1): 1992/93
- Купа на УЕФА:
  - 1/2 финалист (1): 1997/98

## Химн на отбора
Спартак, Спартак Москва

Это больше чем жизнь, это наша судьба

Спартак

Пусть бог хранит тебя

В красно-белых сердцах всегда

И до конца

Сиянье звезд твоих

Слава прежних побед

Слава будущих битв

Спартак

Пусть бог тебя хранит

Рядом наших рядов гранит

И победит Спартак!

Бог хранит тебя!

Бог хранит тебя!

Спартак, Спартак Москва

Это больше чем жизнь, это наша судьба

Спартак

Пусть бог хранит тебя

В красно-белых сердцах всегда

И до конца

Сиянье звезд твоих

Слава прежних побед

Слава будущих битв

Спартак

Пусть бог тебя хранит

Рядом наших рядов гранит

И победит Спартак!

## Състав
| №  | Пост | Играч            |
| -- | ---- | ---------------- |
| 1  | В    | Антон Митрюшкин  |
| 3  | З    | Сергей Бризгалов |
| 4  | З    | Сергей Паршивлюк |
| 5  | П    | Ромуло           |
| 7  | З    | Кирил Комбаров   |
| 8  | П    | Денис Глушаков   |
| 10 | Н    | Юра Мовсисян     |
| 11 | П    | Арас Йозбилиз    |
| 13 | З    | Владимир Гранат  |
| 15 | П    | Роман Широков    |
| 16 | З    | Салваторе Бокети |
| 17 | П    | Александър Зуев  |
| 20 | Н    | Зе Луиш          |
| 23 | П    | Дмитрий Комбаров |

| №  | Пост | Играч            |
| -- | ---- | ---------------- |
| 24 | П    | Куинси Промес    |
| 27 | П    | Александър Зотов |
| 30 | В    | Сергей Песяков   |
| 32 | В    | Артьом Ребров    |
| 34 | З    | Евгени Макеев    |
| 35 | З    | Сердар Таски     |
| 37 | П    | Георги Мелкадзе  |
| 40 | П    | Артьом Тимофеев  |
| 44 | Н    | Павел Яковлев    |
| 49 | П    | Джано Ананидзе   |
| 57 | Н    | Вячеслав Кротов  |
| 69 | Н    | Денис Давидов    |
| 71 | П    | Ивелин Попов     |

## Легендарни футболисти
- Ринат Дасаев
- Иля Цимбалар
- Виктор Онопко
- Егор Титов
- Станислав Черчесов
- Олег Романцев
- Юрий Ковтун
- Владимир Бесчастних
- Игор Шалимов
- Игор Ледяхов
- Валери Карпин
- Андрий Пятницки
- Александър Мостовой
- Александър Филимонов
- Андрей Тихонов
- Дмитрий Радченко
- Игор Нетто
- Георгий Ярцев
- Фьодор Черенков
- Сергей Родионов
- Василий Кулков
- Робсон
- Дмитрий Аленичев
- Валерий Шмаров
- Велитон
- Никита Симонян
- Дмитрий Попов
- Дмитрий Хлестов
- Дмитрий Ананко
- Неманя Видич
- Мартин Иранек
- Мартин Щранцъл

## Български футболисти
- Ивелин Попов: 2015/18 - (80 мача - 19 гола)